# Нижняя набережная Ангары (Иркутск)
Ни́жняя на́бережная Ангары́ — улица в Правобережном округе Иркутска, набережная реки Ангары. Находится в северной части исторического центра города, является старейшей улицей и набережной в Иркутске.

## История

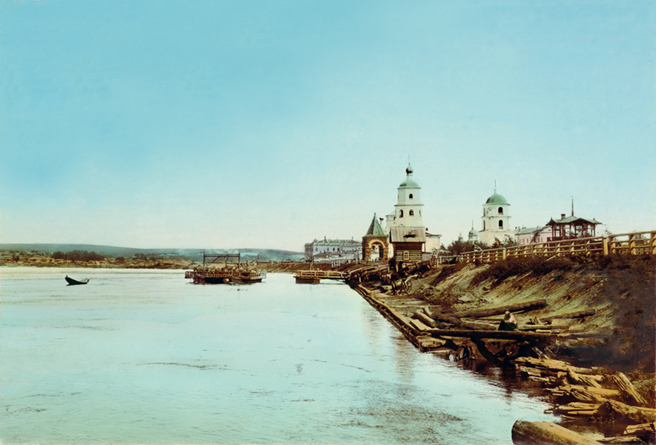
Нижняя набережная в конце XIX века

Нынешнее место Нижней набережной использовалось с самого основания Иркутска. На месте, где сейчас насыпь и смотровая площадка, была пристань для пришвартовывания кораблей и лодок, которая вела к проезжей Спасской башне Иркутского кремля.
Вдоль берега Ангары образовались луга и дорога, ведущая к Знаменскому монастырю. Постепенно (при росте посада) свободные территории были застроены кварталами. На Нижней набережной впервые в истории Иркутска были построены первый Гостиный двор и плашкоут, который вёл к Московскому тракту на другой стороне Ангары. Также здесь была таможня и другие учреждения.
Особой гордостью Нижней набережной и визитной карточкой Иркутска стали Собор Богоявления, основанный в 1693 году и утраченные триумфальные арки «Московские ворота» и «Беседка цесаревича Николая».
Осенью 2010 года к юбилею Иркутска началось берегоукрепление Ангары и реконструкция Нижней набережной. Двухуровневая зона отдыха обещала быть готова к сентябрю 2011 года.
24 ноября 2013 года по Нижней набережной прошла эстафета Олимпийского огня.

## Транспортный ярус
Автомобильная дорога Нижней набережной Ангары начинается ответвлением от Рабочей улицы в районе ТРЦ «Фортуна» и заканчивается при повороте на улицу Ленина за пешеходным мостиком аллеи ветеранов. Протяженность улицы — 900 метров, движение двухстороннее.

## Пешеходный ярус

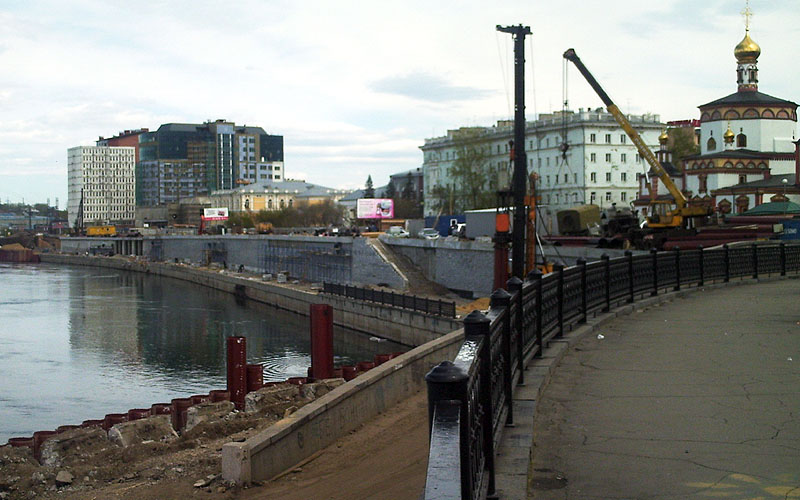
Реконструкция Нижней набережной

На сегодняшний день пешеходный (нижний) ярус набережной представлен смотровой площадкой, которая соединяется с аллеей ветеранов и Публичным садом мостом, переброшенным через автомобильную дорогу Нижней набережной. Это излюбленное место горожан и гостей города. Посещение смотровой площадки считается долгом новобрачных.
К сентябрю 2011 года набережную продлили на восток до реки Ушаковки, а к концу 2012 года продлят на юго-запад, где она сольётся с Цесовской набережной (район Глазковского моста). Таким образом, прогулочная зона Нижней набережной увеличится до 2,3 км. По замыслу проектировщиков, Нижняя Набережная предстанет двухуровневой: парковочные места и пешеходная благоустроенная зона. Она должна слиться с Цесовской набережной и далее по бульвару Гагарина до острова Юности и Верхней набережной Ангары.

## Здания и сооружения

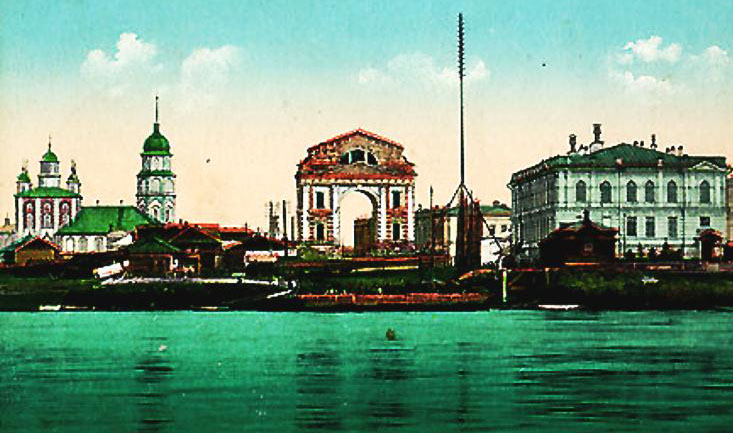
«Московский ворота» и Нижняя набережная

### Существующие
- Памятник Якову Похабову
- Триумфальная арка «Московские ворота»
- № 2 — Жилой дом
- № 4, 6, 8 — Восточно-Сибирская государственная академия образования (ВСГАО)
- № 10 — Байкальский банк Сбербанка
- № 12а — Общежитие № 1 ВСГАО
- № 12б — Гостиничный комплекс «Сантерра»
- № 14 — Штаб-квартира ООО «Газпром добыча Иркутск»

### Утраченные
- Иркутский кремль
- Беседка цесаревича Николая